# Остень

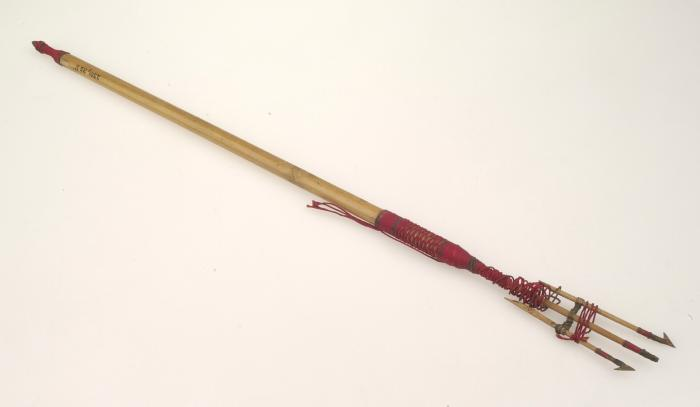
Бамбуковий остень з трьома вістрями. Музей Tropenmuseum

О́стень, о́сті, род. відм. остів (прасл. *ostь, споріднене з «гострий», «осот», «осетер») — риболовецьке знаряддя у вигляді списа, звичайно з вилоподібним кованим наконечником, трійчаткою, іноді й більшою кількістю вістер, з зазублинами. В Україні остень з двома вістрями також називався сандо́ля, з трьома — сандова.
Наконечник остеня насаджують на довге, від 2-х метрів, руків'я. Використовується для биття великої риби, рідко — для метання.